# Жаров, Михаил Иванович
Михаи́л Ива́нович Жа́ров (15 [27] октября 1899, Москва, Российская империя — 15 декабря 1981, Москва, СССР) — советский и российский актёр и режиссёр театра и кино, общественный деятель. Герой Социалистического труда (1974), народный артист СССР (1949), лауреат трёх Сталинских премий (1941, 1942, 1947). Кавалер трёх орденов Ленина (1967, 1970, 1974). Член ВКП(б) c 1950 года.

## Биография
Михаил Иванович Жаров родился 15 (27) октября 1899 года (по другим данным и по официальным документам 15 (27) октября 1900 года) в Москве в семье типографского рабочего. Его отец был подкидышем, которого нашли у Николаевского приюта с прикреплённой запиской: «Назовите мальчика Иваном». Фамилию получил от своей наставницы. Повзрослев, освоил профессию печатника.
Мать, Анна Семёновна Дроздова, была из семьи бывших крепостных крестьян Смоленской губернии. В девять лет осталась круглой сиротой. Тогда старший брат, работавший обер-кондуктором на железной дороге, помог ей перебраться в Москву и устроил на работу в прачечную Ольшванга. Там она и познакомилась с Иваном Жаровым. В браке родились сын и три дочери.
Семья жила рядом с Екатерининским парком, где часто выступали актёры. Кроме того, Михаил рано увлёкся кинематографом и вместе с сестрой Лидой по шесть часов просиживал в кинотеатрах. В 1913 году отец устроил его учеником наборщика в типографию, где работал сам.

### В театре
С 1915 года работал администратором и помощником режиссёра в труппе Оперного театра Зимина. Там же ему впервые начали доверять роли статистов.
В 1918 году поступил в студию при Театре Художественно-просветительного союза рабочих организаций, где обучался у Аркадия Зонова и Валерия Бебутова. В том же году дебютировал на сцене театра, сыграв Шута в комедии Шекспира «Виндзорские проказницы». По окончании студии в 1920 году некоторое время служил в Опытно-героическом театре, затем — в Первом передвижном фронтовом художественном театре классической комедии. В 1921 году выступал на сцене Рогожско-Симоновского театра имени А. К. Сафонова, однако в том же году перешёл в Театр ГИТИСа, где с успехом играл эпизодические острохарактерные роли. Участвовал в театральном движении «Синяя блуза».
Актёр был уморительно смешон, азартен, напорист. Но более свободно он себя всё же почувствовал, когда ушёл от увлекавшегося эксцентрикой Всеволода Мейерхольда и начал играть роли психологически обоснованные, построенные на тщательно отобранных бытовых деталях.
Среди наиболее запоминающихся персонажей тех лет: нелепый домоуправ в «Зойкиной квартире» (1927) по Михаилу Булгакову, балагур Васька Окорок в «Бронепоезде 14-69» (1927) по Всеволоду Иванову, демобилизованный будённовец в «Первой Конной» (1929) и грубоватый матрос Алексей в «Оптимистической трагедии» (1933) по Всеволоду Вишневскому.
В 1926—1927 и в 1929 годах играл в Бакинском рабочем театре, в 1928 году — в Казанском Большом драматическом театре, в 1930 году — в Реалистическом театре. В 1931 году перешёл в Камерный театр, где служил до 1938 года.
С 1938 года и до конца жизни служил актёром Малого театра, где наиболее полно раскрылось актёрское дарование Жарова. Здесь он играл в основном роли классического репертуара. Кроме того, выступал как режиссёр театральных спектаклей.
Много лет был общественным директором Центрального Дома актёра им. А. А. Яблочкиной. Был членом президиума Всероссийского театрального общества и членом правления Союза кинематографистов СССР. Занимал пост секретаря парткома КПСС Малого театра (до 1950 года).

### В кино

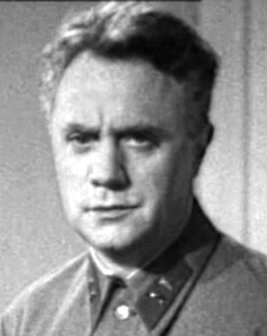
Михаил Жаров в фильме «Ошибка инженера Кочина» (1939)

В кино дебютировал эпизодической ролью опричника в фильме «Царь Иван Васильевич Грозный» (1915). Первую большую роль красноармейца Егора, изменившего жене с молоденькой девушкой, сыграл в 1925 году в фильме «Дорога к счастью». В те годы Михаила Жарова считали непревзойдённым мастером эпизода («Дон Диего и Пелагея», «Человек из ресторана», «Белый орёл», «Живой труп», «Окраина», «Марионетки»).
Он находил для своих персонажей выразительные характерные детали, наделяя своих героев общим качеством: все они обаятельны, уверенно и по-хозяйски чувствуют себя в жизни. Его герои умеют получать удовольствие от еды, бильярда, вина, женщин, незамысловатых песенок, которые они частенько мурлычут себе под нос, солнечного дня, неожиданного выигрыша. Жаров соединял в них достоверность, рельефность психологических характеристик с подчас гротесковым рисунком роли, «оживляя» своим присутствием любой, даже серьёзный сюжет.
В 1930-е годы благодаря кино к артисту пришла всенародная слава. Он был нарасхват. Его приглашали самые известные режиссёры. В 1931 году он сыграл одну из самых известных своих ролей — бандита Жигана в первом художественном звуковом фильме СССР «Путёвка в жизнь» Николая Экка. В фильмах Григория Козинцева и Леонида Трауберга «Возвращение Максима» (1937) и «Выборгская сторона» (1938) он исполнил роль самодовольного конторщика Дымбы.
У Владимира Петрова он снялся в двух фильмах: «Гроза» (1934) в роли весёлого озорника Кудряша и «Пётр Первый» (1937—1938) в роли добродушного, неунывающего царедворца Меншикова. У Исидора Анненского он сыграл сразу несколько чеховских ролей: громогласного, пышущего здоровьем помещика Смирнова в водевиле «Медведь» (1938), жизнерадостного учителя Коваленко в комедии «Человек в футляре» (1939) и беспечно прожигающего жизнь помещика Артынова в драме «Анна на шее» (1954).

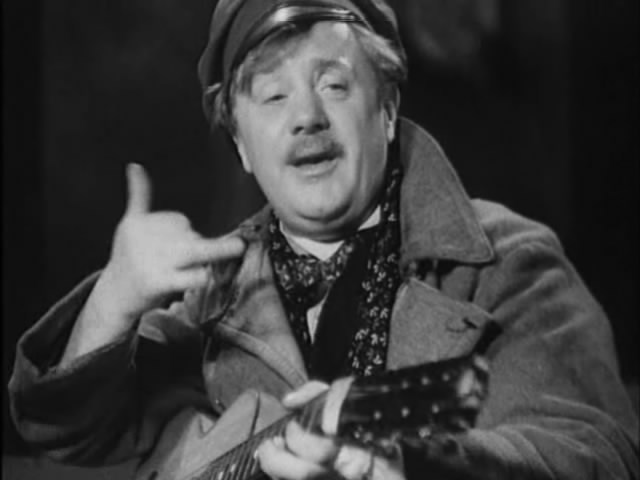
Михаил Жаров в роли Дымбы в фильме «Выборгская сторона»

В военные годы сыграл удалого казака Перчихина в историко-революционной эпопее братьев Васильевых «Оборона Царицына» (1942) и Малюту Скуратова — хитрого, жестокого, «себе на уме» выходца из среды провинциального дворянства, сумевшего стать правой рукой царя — в исторической драме Сергея Эйзенштейна «Иван Грозный» (1944).
После войны дебютировал как режиссёр с военной комедией «Беспокойное хозяйство» (1946), где также снялся сам вместе со своей третьей женой Людмилой Целиковской, с которой часто появлялся на экране на протяжении недолгой супружеской жизни (1943—1948 годы).
Всего актёр снялся более чем в 60 фильмах. С годами куража у его героев поубавилось, они становились спокойнее, мудрее, основательнее. Последний его киногерой — сельский милиционер Анискин. Его приключения составили целый мини-сериал: «Деревенский детектив» (1968), «Развод по-нарымски» (1972, телеспектакль), «Анискин и Фантомас» (1973) и «И снова Анискин» (1978). Последние два фильма он также снял как режиссёр. Роль для актёра была программная: его Анискин — деревенский философ, мудрец, проницательный, несуетливый, вникающий во все дела. Герой, утверждающий веру в то, что наша жизнь зависит от нашего собственного решения жить «правильно», разумно.

#### Смерть
Михаил Жаров скончался 15 декабря 1981 года на 83-м году жизни в Москве от перитонита. Похоронен на Новодевичьем кладбище (участок № 9).

### Личная жизнь
- Первая жена (1919—1928) — Надежда Гузовская (1898—?), заслуженная учительница, преподаватель русского языка. Жила в Москве на улице Новопесчаной, а в последние годы с матерью и сестрой Лидией — в Минске.
  - Сын — Евгений (1921—1995), актёр театра в Ленинграде, жена Яна, дочь Елена. Был очень похож на отца внешностью и голосом.
- Вторая жена (1928—1942) — Людмила Полянская. В браке родились 2 сына, умершие во младенчестве.
- Третья жена (1943—1948) — Людмила Васильевна Целиковская (1919—1992), актриса театра и кино, народная артистка РСФСР (1963).
- Четвёртая жена (с 1949) — Майя Гельштейн-Жарова (1930—1991), дочь известного врача-кардиолога Элиазара Гельштейна.
  - Дочь — Анна (род. 1951), актриса Малого театра
  - Дочь — Елизавета (род. 1953), работала художником-постановщиком на киностудии «Союзмультфильм».

Михаил Жаров увлекался филателией, коллекционировал почтовые марки по темам «искусство» и «портреты на почтовых марках». Плохо относился к коммерциализации филателии, видел в марке нравственное и воспитательное начало. Был коллекционером миниатюрных книжек, членом Московского Клуба любителей миниатюрных книг.
Сестра — Лидия Ивановна Жарова (Наумова) (16 марта 1902 — 14 октября 1986), заслуженный художник РСФСР, работала как художник-оформитель, станковист, театральный художник-постановщик, художник по костюму, график.

## Театральные работы

### Театр Художественно-просветительного союза рабочих организаций
- 1919 — «Виндзорские проказницы» У. Шекспира — Шут

### Опытно-героический театр
- «Гроза» А. Н. Островского — Кудряш и Тихон
- «Копилка» Э. Лабиша — Шанбурси
- «Женитьба» Н. В. Гоголя — Анучкин

### Передвижной фронтовой театр и Рогожско-Симоновский театр имени А. К. Сафонова
- «Буря» У. Шекспира — Тринкуло
- «Каменный гость» А. С. Пушкина — Лепорелло
- «Золотой петушок» по А. С. Пушкину — Звездочёт
- «Капитан Брансбоунд» Б. Шоу — Дринкуотер

### Бакинский рабочий театр
- «Любовь Яровая» К. А. Тренёва — Солдат
- «Бронепоезд 14-69» В. В. Иванова — Васька-Окорок

### ГосТиМ
- 1921 — «Смерть Тарелкина» А. В. Сухово-Кобылина — мадам Брандахлыстова
- 1925 — «Учитель Бубус» А. М. Файко — секретарь
- 1925 — «Мандат» Н. Р. Эрдмана — денщик

### Камерный театр
- 1933 — «Оптимистическая трагедия» Вс. В. Вишевского — Алексей

### Малый театр
- 1939 — «Волк» Л. М. Леонова — Кукуев
- 1941 — «Волки и овцы» А. Н. Островского — Аполлон Викторович Мурзавецкий
- 1945 — «Сотворение мира» Н. Ф. Погодина — Гололоб
- 1946 — «Ревизор» Н. В. Гоголя — Городничий
- 1947 — «За тех, кто в море» Б. А. Лавренёва — капитан 2 ранга Михаил Михайлович Харитонов
- 1947 — «Русский вопрос» К. М. Симонова — Морфи
- 1947 — «Великая сила» Б. С. Ромашова — Шибанов
- 1948 — «Южный узел» А. А. Первенцева — Толбухин
- 1949 — «Тайная война» В. С. Михайлова и Л. С. Самойлова — Лавров
- 1950 — «Голос Америки» Б. А. Лавренёва — капитан Вальтер Кидд
- 1951 — «Семья Лутониных» Братьев Тур и И. А. Пырьева — Бобров
- 1952 — «Васса Железнова» М. Горького — Прохор Борисович Храпов
- 1952 — «Северные зори» Н. Н. Никитина — Фролов
- 1954 — «Сердце не камень» А. Н. Островского — Иннокентий
- 1955 — «Волки и овцы» А. Н. Островского — Лыняев
- 1956 — «Деньги» А. В. Софронова — Андрей Николаевич Татарников
- 1956 — «Власть тьмы» Л. Н. Толстого (режиссёр: Б. И. Равенских) — Митрич[9]
- 1958 — «Почему улыбались звёзды» А. Е. Корнейчука — Морж
- 1960 — «Иванов» А. П. Чехова — Павел Кириллович Лебедев
- 1961 — «Весенний гром» Д. И. Зорина — Маршалов
- 1961 — «Браконьеры» Э. Н. Раннета — Ягуб
- 1962 — «Гроза» А. Н. Островского (режиссёры В. Н. Пашенная и М. Н. Гладков) — Савёл Прокофьевич Дикой[10]
- 1963 — «Луна зашла» Дж. Стейнбека — Мэр Оурден
- 1964 — «Страница дневника» А. Е. Корнейчука — Гроза
- 1967 — «Джон Рид» Е. Р. Симонова — Панчо Вилья
- 1968 — «Мои друзья» А. Е. Корнейчука — Касьян
- 1969 — «Золотое руно» А. Гуляшки — полковник Манов
- 1970 — «Так и будет» К. М. Симонова — Воронцов
- 1972 — «Самый последний день» Б. Л. Васильева — Ковалёв
- 1974 — «Пучина» А. Н. Островского — Боровцов

### Режиссёрские работы в театре
- 1938 — «Очная ставка» Л. Р. Шейнина и братьев Тур (Камерный театр)
- 1950 — «Голос Америки» Б. А. Лавренёва (Малый театр, совм. с В. Ф. Дудиным)
- 1961 — «Браконьеры» Э. Н. Раннета (Малый театр)

## Работа в кино

### Фильмография

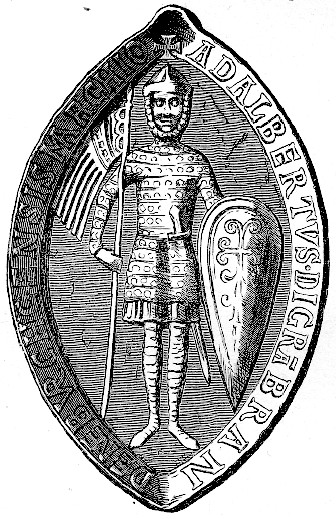
Ольга Андровская и Михаил Жаров в фильме «Медведь»

#### Актёр
- 1915 — Царь Иван Васильевич Грозный — опричник
- 1916 — Тот, кто получает пощёчины — берейтор
- 1924 — Аэлита — мужик
- 1924 — Папиросница от Моссельпрома — служащий и носильщик
- 1925 — Дорога к счастью — Егор Миронов
- 1925 — Его призыв — рабочий
- 1925 — Шахматная горячка (короткометражный) — маляр
- 1926 — Мисс Менд — унылый половой
- 1926 — Последний выстрел — приказчик Журкин
- 1926 — Случай на мельнице — Ефим, сын Герасима
- 1927 — Аня (Тайна Ани Гай) — Ждан
- 1927 — Дон Диего и Пелагея — Михаил Иванович Жаров, член «Общества изучения деревни»
- 1927 — Кто ты такой? — студент
- 1927 — Человек из ресторана — официант
- 1928 — Без ключа (короткометражный) — студент Коля
- 1928 — Белый орёл — чиновник
- 1929 — Два-Бульди-два — председатель РевКома
- 1929 — Живой труп — свидетель
- 1931 — Манометр — 2
- 1931 — Никита Иванович и социализм (короткометражный)
- 1931 — Путёвка в жизнь — Фомка «Жиган»
- 1932 — Двадцать шесть бакинских комиссаров — меньшевик
- 1932 — Мёртвый дом — офицер
- 1933 — Окраина — студент Краевич
- 1933 — Гроза — Ваня Кудряш
- 1933 — Марионетки — начальник пограничного поста
- 1934 — Мечтатели — Хайлов
- 1935 — Любовь и ненависть — Куква
- 1935 — По следам героя — милиционер
- 1935 — Три товарища — Зайцев
- 1937 — Возвращение Максима — Платон Васильевич Дымба, конторщик, «король петербургского бильярда»
- 1937 — Пётр Первый — царедворец Александр Данилович Меншиков
- 1938 — Выборгская сторона — Платон Васильевич Дымба, анархист
- 1938 — Медведь (короткометражный) — Григорий Степанович Смирнов
- 1939 — Ошибка инженера Кочина — следователь Ларцев
- 1939 — Степан Разин — боярский сын Лазунка
- 1939 — Человек в футляре — Коваленко
- 1941 — Богдан Хмельницкий — дьяк Гаврила
- 1942 — Боевой киносборник № 12 (новелла «Ванька») — дед
- 1942 — Оборона Царицына — казак Перчихин
- 1942 — Секретарь райкома — партизан Гаврила Русов
- 1943 — Актриса — артист Жаров (камео)
- 1943 — Во имя Родины («Русские люди») — военфельдшер Иван Иванович Глоба
- 1943 — Воздушный извозчик — лётчик Иван Кузьмич Баранов
- 1943 — Юный Фриц (короткометражный) — Фриц
- 1944 — Иван Грозный (1-я серия) — опричник Малюта Скуратов
- 1945 — Близнецы — Вадим Спиридонович Еропкин + вокал
- 1945 — Иван Грозный (2-я серия, сказ второй — «Боярский заговор») — опричник Малюта Скуратов
- 1946 — Беспокойное хозяйство — старшина Семибаб / вокал
- 1947 — За тех, кто в море — Михаил Михайлович Харитонов
- 1948 — Мичурин — Семён Семёнович Хренов
- 1949 — Счастливый рейс — шофёр Зачёсов
- 1954 — Анна на шее — Артынов
- 1954 — Родимые пятна (киноальманах) (новелла «Ревизоры поневоле») — Лаптев
- 1957 — Сапоги (короткометражный) — Павел Александрович Блистанов
- 1958 — Девушка с гитарой — Аркадий Иванович Свиристинский, директор музыкального магазина
- 1958 — Красные листья — Казимир Шипшинский
- 1959 — Млечный путь — Михаил Силович
- 1961 — Чужой бумажник (короткометражный) — Николай Никанорович Старосельцев
- 1963 — Внимание! В городе волшебник! — повар
- 1963 — Каин XVIII — военный министр
- 1966 — Старшая сестра — дядя Митя Ухов
- 1968 — Деревенский детектив — Фёдор Иванович Анискин, сельский участковый
- 1972 — Горизонт № 8 (научно-популярный) — ведущий
- 1973 — Анискин и Фантомас — Фёдор Иванович Анискин, сельский участковый
- 1978 — И снова Анискин — Фёдор Иванович Анискин, сельский участковый

### Телеспектакли
- 1953 — Васса Железнова — Прохор Борисович Храпов
- 1966 — Театральные встречи БДТ в Москве
- 1972 — Развод по-нарымски — Фёдор Иванович Анискин, лейтенант милиции
- 1973 — Самый последний день — Семён Митрофанович Ковалёв
- 1973 — Так и будет — Воронцов
- 1974 — Дом Островского — Лыняев
- 1974 — Сэр Джон Фальстаф — Фальстаф
- 1977 — По страницам «Голубой книги» — рассказчик
- 1978 — Власть тьмы — Митрич

### Режиссёр
- 1946 — Беспокойное хозяйство
- 1973 — Анискин и Фантомас (совместно с В. Н. Ивановым и В. А. Рапопортом)
- 1977 — И снова Анискин (совместно с В. Н. Ивановым)

### Озвучивание
- 1943 — Сказка о царе Салтане (анимационный) — Царь Салтан

### Участие в фильмах
- 1970 — Жаров рассказывает (документальный)
- 1973 — Наш друг Максим (документальный)

### Архивные кадры
- 1977 — Любите ли вы театр? (документальный)
- 2005 — Михаил Жаров (из цикла передач телеканала «ДТВ» «Как уходили кумиры») (документальный)
- 2007 — «Сны и явь Михаила Жарова» («ТВ Центр», д. ф.)[11]
- «Михаил Жаров. „Сердце, полное любви“» («Первый канал», д. ф.)[12]
- 2009 — «Михаил Жаров. „Счастья баловень безродный…“» («Первый канал», д. ф.)[13]
- 2010 — Михаил Жаров (из документального цикла «Острова»)
- 2010 — Михаил Жаров (из документального цикла об актёрах советского и российского кино «Человек в кадре» на телеканале «Время»)
- Легенды Мирового Кино (из цикла телевизионных художественно-постановочных программ телеканала «Культура») (документальный)

## Награды и звания
Почётные звания:
- Герой Социалистического Труда (4 ноября 1974)
- Заслуженный артист Республики (1935)
- Народный артист РСФСР (21 апреля 1944)
- Народный артист СССР (26 октября 1949)
- Народный артист Азербайджанской ССР (18 июня 1964)[14]

Государственные премии:
- Сталинская премия первой степени (1941) — за исполнение роли князя А. Д. Меншикова в фильме «Пётр Первый» (1937, 1938)[15]
- Сталинская премия первой степени (1942) — за исполнение роли казака Перчихина в фильме «Оборона Царицына» (1-я серия)
- Сталинская премия второй степени (1947) — за исполнение роли Михаила Михайловича Харитонова в спектакле «За тех, кто в море!» Б. А. Лавренёва

Ордена и медали:
- Два ордена Трудового Красного Знамени (23 марта 1938 — в связи с выпуском выдающихся кинофильмов, получивших единодушное одобрение зрителей, «Ленин в Октябре», «Петр I-ый» и колхозный фильм «Богатая невеста», 26 октября 1949)
- орден Красной Звезды (14 апреля 1944)
- Три ордена Ленина (27 октября 1967, 30 октября 1970, 4 ноября 1974)
- орден Октябрьской Революции (26 октября 1979)
- Медаль «За трудовое отличие» (28 октября 1967)
- Медаль «За доблестный труд в Великой Отечественной войне 1941—1945 гг.»
- Медаль «За доблестный труд. В ознаменование 100-летия со дня рождения Владимира Ильича Ленина» (1970)
- Медаль «В память 800-летия Москвы»
- Медаль «Ветеран труда»
- Медаль «Тридцать лет Победы в Великой Отечественной войне 1941—1945 гг.»

Другие награды:
- ВКФ (Почётный диплом жюри за исполнение главной роли, фильм «Деревенский детектив», 1970, Минск)
- Премия МВД России (посмертно)

## Память
- В 1970 году на студии «Центрнаучфильм» был снят фильм «Жаров рассказывает…» Архивная копия от 18 августа 2011 на Wayback Machine о творчестве актёра (режиссёр Владимир Томберг).
- На доме на Котельнической набережной Москвы, где жил актёр, установлена мемориальная доска.

## Архив
В Российском государственном архиве литературы и искусства хранится личный фонд М.И. Жарова, который насчитывает 1097 единиц хранения за 1870-е–1981 годы.
Наибольшую ценность представляют материалы творческой деятельности Михаила Ивановича: роли, сыгранные им в разных театрах; фотографии в ролях из спектаклей, кинофильмов, телефильмов, кинопроб, рабочих моментов съемок и кадров фильмов, фотографии актера во время концертных выступлений. Сохранились программы и афиши спектаклей, кинофильмов и концертов с участием Жарова за 1921–1976 годы, списки ролей, статьи и заметки о его творчестве. В фонде хранится 530 фотографий актёра в жизни, как индивидуальных, так и в группах за 1910-e–1970-e годы.
Также в фонде хранятся рукописи Жарова – статьи, заметки, выступления, дневники, записные книжки и многочисленные переписки.

## Публикации
- Жаров М. И. Жизнь, театр, кино. Воспоминания. — М.: Искусство, 1967. — 380 с.